# Vænge Sø
Vænge Sø er en ca 20 hektar stor lavvandet sø, med en middeldybde på ca. 1 m, beliggende nord for Borup i Syddjurs Kommune i Østjylland. Vandspejlskote styres ved pumpningen  til Kattegat.
Vænge Sø blev første gang tømt på et eller andet tidspunkt mellem 1836 og 1875. 
I 1943 fik Ejeren af Vængesøgård, gårdejer Johannes Pedersen igen drænet det fugtige engareal. 
Vænge Sø har gennem flere årtier været tørlagt ved at man har drænet området og pumpet vand ud i Ebeltoft Vig. Genopretningen af Vænge Sø blev en realitet i 2014. Vandet i søen er hævet ca. 1 meter i forhold til tidligere, ved at man har ændret pumpningen fra søen. Søen står nu med en åben vandflade, blandt andet der hvor den tidligere vej til Helgenæs Naturefterskole gik. Grusvejen fra landevejen frem til p-pladsen er dog bevaret til glæde for besøgende ved Vænge Sø. En mindre del af grusvejen i den nuværende sø, er bevaret som småøer til glæde for de fugle, der bygger reder ved søen.

## Eksterne kilder og henvisninger
- Den vilde operasanger satte sit præg på Vænge Sø
- Helgenæs har fået ny naturperle

56°8′41.76″N 10°32′40.26″Ø / 56.1449333°N 10.5445167°Ø